# Томас Гундертпфунд
Томас Гундертпфунд (нім. Thomas Hundertpfund; 14 грудня 1989, м. Клагенфурт, Австрія) — австрійський хокеїст, правий/лівий нападник. Виступає за ХК КАС «Клагенфурт» в Австрійській хокейній лізі. 
Вихованець хокейної школи ХК КАС «Клагенфурт». Виступав за КАС «Клагенфурт», ХК «Тімро» .
У складі національної збірної Австрії учасник зимових Олімпійських ігор 2014 (4 матчі, 1+0), учасник чемпіонатів світу 2011, 2012 (дивізіон I), 2013, 2014 (дивізіон I) і 2015. У складі молодіжної збірної Австрії учасник чемпіонату світу 2009 (дивізіон I). У складі юніорської збірної Австрії учасник чемпіонату світу 2007 (дивізіон I).
Досягнення
- Чемпіон Австрії (2009, 2013).